# Troglocaris anophthalmus
Troglocaris anophthalmus là một loài tôm nước ngọt thuộc họ Atyidae. Loài này có ở Bosna và Hercegovina, Croatia, Ý và Slovenia.